# Johan Blomberg
Johan Lars Blomberg (Lund, Malmöhus, Suecia, 14 de junio de 1987) es un futbolista sueco. Juega de centrocampista.

## Trayectoria
Formador en las inferiores del Lunds BK de su natal Lund, llegó al primer equipo del club en 2008. 
Al año siguiente fichó por el Ängelholms FF de la Superettan, segunda categoría del fútbol sueco, e inicialmente sería suplente. Debutó profesionalmente el 17 de mayo de 2009 ante el Qviding FIF. Se ganó la titularidad del equipo durante la temporada 2011, año en que el equipo logró el tercer lugar aunque perdería la batalla por el ascenso contra el Syrianska FC.
Fichó por el Halmstads BK donde logró el ascenso a la primera categoría, donde jugó los 29 encuentros de liga y fue el tercer mejor anotador del equipo con 7 goles.
Fue transferido al AIK en 2014.
En 2018 y en la primera mitad de 2019 jugó en la MLS con los Colorado Rapids, en su primera temporada con el club jugó 24 encuentros, 21 como titular, y registró tres asistencias.
En agosto de 2019 fue enviado a préstamo al GIF Sundsvall sueco lo que quedaba de temporada. Tras unos meses sin equipo, en mayo de 2020 regresó al club.

## Clubes
| Club                     | País           | Año       |
| ------------------------ | -------------- | --------- |
| Lunds BK                 | Suecia         | 2005-2008 |
| Ängelholms FF            | Suecia         | 2009-2011 |
| Halmstads BK             | Suecia         | 2012-2014 |
| AIK Estocolmo            | Suecia         | 2015-2017 |
| Colorado Rapids          | Estados Unidos | 2018-2019 |
| GIF Sundsvall (préstamo) | Suecia         | 2019      |
| GIF Sundsvall            | Suecia         | 2020      |
| Trelleborgs FF           | Suecia         | 2021-2023 |